# 한국인터넷디지털엔터테인먼트협회
한국인터넷디지털엔터테인먼트협회(Korea Internet & Digital Entertainment Association ; K-iDEA)(舊 한국게임산업협회)는 게임산업 진흥 정책을 발굴하고 자율규제 정착 도모, 국내·외 게임업체 네트워크 활성화 등을 통해 게임산업의 재도약 기반을 조성하고자 설립된 단체이다. 서울특별시 강남구 논현로67길 66 기초전력연구원 B/D 4층 (역삼동 834-26번지)에 위치하고 있다.

## 설립 근거
- 게임산업진흥에 관한 법률[1]

## 연혁
- 2015년 12월 28일 한국인터넷진흥원 개인정보 보호 표창 수상
- 2015년 12월 1일 협회 자율규제 인증제도 시행
- 2015년 9월 17일 협회-KoCoa 한일 게임산업 교류와 협력 추진을 위한 MOU 체결
- 2015년 7월 1일 자율규제 전면시행
- 2015년 6월 30일 협회-KMGA 게임산업 진흥을 위한 MOU 체결
- 2015년 5월 8일 자율규제 가이드라인 설명회 개최
- 2015년 4월 8일 제8대 강신철[2]회장 취임
- 2014년 4월 11일 협회-넥스티어 MOU 체결
- 2014년 4월 2일 협회-히어로엔진 코리아 MOU 체결
- 2013년 11월 14일 중독법 반대를 위한 오프라인 서명운동
- 2013년 7월 15일 한국인터넷디지털엔터테인먼트협회로 명칭 변경
- 2013년 2월 22일 제7대 남경필[3] 회장 취임
- 2012년 10월 5일 사무국 이전
- 2011년 6월 30일 한국게임산업협회 뉴스레터 발행
- 2011년 5월 20일 제6대 최관호[4] 회장 취임
- 2010년 10월 16일 한국게임산업협회 이전 완공 (서울특별시 서초구 서초동)
- 2010년 9월 28일 불법환전신고센터 운영보고서 발간 (2008년 ~ 2010년)
- 2010년 2월 24일 제5대 김기영[5] 회장 취임
- 2009년 3월 19일 제4대 김정호[6] 회장 취임
- 2008년 4월 22일 불법환전신고센터 설립
- 2007년 4월 26일 제3대 권준모[7] 회장 취임
- 2005년 4월 1일 제2대 김영만[5] 회장 취임
- 2004년 7월 13일 한국게임산업협회 이전 착공 (서울특별시 서초구 서초동)
- 2004년 4월 28일 한국게임산업협회 출범식 (초대 김범수[8] 회장)

## 조직

### 회장
- 고문단

### 사무국장
- 정책실
- 사업실

## 회원사

### 부회장사
- 네오위즈게임즈
- 넥슨코리아
- 넷마블게임즈
- 스마일게이트엔터테인먼트
- 엔씨소프트
- NHN엔터테인먼트

### 이사사
- 게임빌
- 디엔에이 서울
- 라이엇게임즈코리아
- 블리자드엔터테인먼트
- 카카오

### 일반사
- 게임로프트
- 그라비티
- 네시삼십삼분
- 네오플
- 다음게임
- 드래곤플라이
- 레드덕
- 무브게임즈
- 소니컴퓨터엔터테인먼트
- 소프톤엔터테인먼트
- 아프리카TV
- 엑토즈소프트
- 엑스엘게임즈
- 엔트리브소프트
- 엠게임
- 와이디온라인
- 워게이밍
- 위메이드엔터테인먼트
- 웹젠
- 웹젠온네트
- 이스트소프트
- 이엔피게임즈
- 인크로스
- 조이맥스
- 조이시티
- 창유닷컴코리아
- 컴투스
- 쿤룬코리아
- 투빗
- 플레이위드
- 한빛소프트
- JUNEiNTER
- KOG
- SK플래닛

### 준회원사
- 게임데이
- 다날게임즈
- 댄싱앤초비엔터테인먼트
- 띵소프트
- 레몬
- 블리스소프트
- 상상디지탈
- 소프트맥스
- 소프트젠
- 스튜디오나인
- 아이언노스
- 알오씨케이
- 에듀플로
- 엔픽소프트
- 엘컴소프트
- 올엠
- 와이에스케이미디어
- 와이제이엠엔터테인먼트
- 웰컴애드
- 코리아리즘
- 하이원엔터테인먼트

## 같이 보기
- 게임문화재단
- 지스타
- 게임콘텐츠등급분류위원회
- 게임물관리위원회
- 한국게임학회